# Daniel Wallace (nadador)
Daniel Wallace –conocido como Dan Wallace– (Edimburgo, 14 de abril de 1993) es un deportista británico que compitió en natación, especialista en el estilo libre.
Participó en los Juegos Olímpicos de Río de Janeiro 2016, obteniendo una medalla de plata en la prueba de 4 × 200 m libre. Ganó una medalla de oro en el Campeonato Mundial de Natación de 2015, en la misma prueba.

## Palmarés internacional
| Juegos Olímpicos   | Juegos Olímpicos        | Juegos Olímpicos | Juegos Olímpicos |
| Año                | Lugar                   | Medalla          | Prueba           |
| ------------------ | ----------------------- | ---------------- | ---------------- |
| 2016               | Río de Janeiro (Brasil) | Medalla de plata | 4 × 200 m libre  |
| Campeonato Mundial |                         |                  |                  |
| Año                | Lugar                   | Medalla          | Prueba           |
| 2015               | Kazán (Rusia)           | Medalla de oro   | 4 × 200 m libre  |